# Lophiodes reticulatus
Lophiodes reticulatus is een straalvinnige vissensoort uit de familie van zeeduivels (Lophiidae). De wetenschappelijke naam van de soort is voor het eerst geldig gepubliceerd in 1979 door Caruso & Suttkus.